# Верёвочная
Верёвочная (устар. балка Веревченая; река и балка Веревчина; укр. Веревчина) — река на юге Украины, в Николаевской и Херсонской областях. Впадает в протоку Днепра — Кошевую.

## Течение
Верёвочная берёт своё начало у села Новоивановка Баштанского района Николаевской области. Длина реки 115 км (в пределах Херсонской области — 53 км), ширина русла от 6 до 20 метров, ширина поймы 100—800 метров. У села Новопетровка реку пересекает Ингулецкий оросительный канал, Верёвочная проходит под руслом канала в подземном коллекторе. Река протекает по Баштанскому району Николаевской области и Херсонскому району Херсонской области, а также в Днепровскому, Суворовскому и Корабельном районам города Херсона. В приустьевой части на реке есть озеро Безмен.

## Населённые пункты
Река Верёвочная протекает в следующих населённых пунктах: Новоивановка, Киевское, Явкино, Червоный Став, Покровское, Червоная Долина, Широкое, Любино, Новопетровка, Любимовка, Калиновка, Бурхановка, Першотравневое, Гуляйгордок Баштанского района, Загоряновка, Схидное, Мирошниковка, Музыковка, Висунцы, Чернобаевка, Зеленовка, Степановка Херсонского района, микрорайон Северный Суворовского района города Херсона, а также микрорайон Шуменский, посёлки Зимовник и Камышаны Корабельного района города Херсона.

## Флора
Болотная растительность реки Верёвочная занимает большую часть берегов реки и представлена преимущественно формациями тростника обыкновенного. Это широко распространенное злаковое растение. Заросли его играют важную экологическую роль. Они очищают воды реки от загрязнения, выполняя функцию фильтра, а также защищают берега от разрушения, создают благоприятные условия для жизни и гнездования околоводных птиц. Кроме тростника обыкновенного встречаются также отдельные участки рогоза узколистного и широколистного, осоки, также единичные растения повоя заборного, ирисов ложноаировых, паслёна сладко-горького, схеноплектуса. На берегах реки встречаются ивы, лох узколистный, а также тополя белые и черные.
Деревья, что растут по обе стороны Верёвочной, закрепляют берега реки, их семена служат кормом для зимующих околоводных птиц. На ветвях деревьев некоторые птицы строят свои гнезда. На коре деревьев выявлено прорастание двух видов лишайников: пармелия и ксантория.
По данным исследователей, площадь участка поймы равна 0,4 га, на ней насчитывается более 50 видов травянистой растительности.

## Фауна
В водах Верёвочной и на её поверхности обитают такие водные беспозвоночные животные как пиявка медицинская, водомерка, плавунец широкий, речной рак, моллюски, катушки, дрейссена речная (изменчивая). В водной среде развиваются личинки комаров, которые являются ценным элементом естественного корма для рыб. В реке в сегодня встречаются окунь, щука, карась, лещ. Также в водах реки находят свой приют тритоны, водяные черепахи, лягушки и ужи. На берегах Верёвочной, особенно на склонах водятся ящерицы.
Богато представлен птичий мир реки. Самые распространенные виды, которые встречаются осенью: скворец, воробей полевой, грач, домовый воробей, чайка серебристая. Весной и летом распространены ласточка деревенская, ласточка городская, стриж чёрный, скворец. Зимний учёт птиц показывает, что здесь зимуют: грачи, голуби, воробьи, чайки, дубоносы, скворцы. Всего в 2000 году начислено 22 вида зимующих птиц.
Учёт зимующих околоводных птиц показывает, что на реке зимуют 7 видов птиц, которые относятся к 4 отрядам: кряква, чирок-трескунок, лысуха, лебедь-шипун, камышница, большой баклан, чибис. Наименьшее количество птиц отмечено в 1997 году — 37, а самая большое в 2001 году — 587 особей.
На берегах реки живут летучие мыши. Среди грызунов встречаются крысы, зайцы, мыши.

## Экологическое состояние
Через городские очистные сооружения, расположенные на правом берегу реки Верёвочной, ежегодно проходит 200—250 тысяч м³ коммунально-бытовых и промышленных вод города, которые после очистки сбрасываются в эту реку. Определённые проблемы технического плана, которые существуют на очистных сооружениях, в частности, несвоевременная чистка биологических прудов приводит к тому, что большое количество загрязнителей остается в водах, которые попадают в Верёвочную.
По состоянию на июнь 2010 году Херсонской областной санитарно-эпидемиологической станцией исследованы пробы воды р. Верёвочной. По результатам исследований установлена высокая бактериальная загрязненность речной воды.
Основные экологические проблемы реки Верёвочной:
- Отсутствие прибрежных защитных полос и водоохранных зон реки.
- Чрезмерный выпас скота в речной долине.
- Сброс бытового и другого мусора населением в прибрежной водоохранной зоне.
- Несовершенство очистных сооружений, сбрасывают сточные воды в реку.
- Сжигание камыша.
- Вырубка деревьев, которые закрепляют берега реки.